# Paliseul
Paliseul es un municipio de la región de Valonia, en la provincia de Luxemburgo, Bélgica. A 1 de enero de 2019 tenía una población estimada de 5389 habitantes.

## Geografía
Se encuentra ubicada al sureste del país, en la zona de las Ardenas y esta bañada por el río Our, un afluente del Lesse.

### Secciones del municipio
El municipio comprende los antiguos municipios, que se fusionaron en 1977:
| - Paliseul - Carlsbourg - Offagne - Nollevaux - Maissin - Framont - Fays-les-Veneurs |

### Pueblos y aldeas del municipio
El municipio comprende los pueblos y aldeas de: Almache, Beth, Bour, Frêne, Launoy, Merny, Our, Plainevaux y Saint-Eloi

### Galería

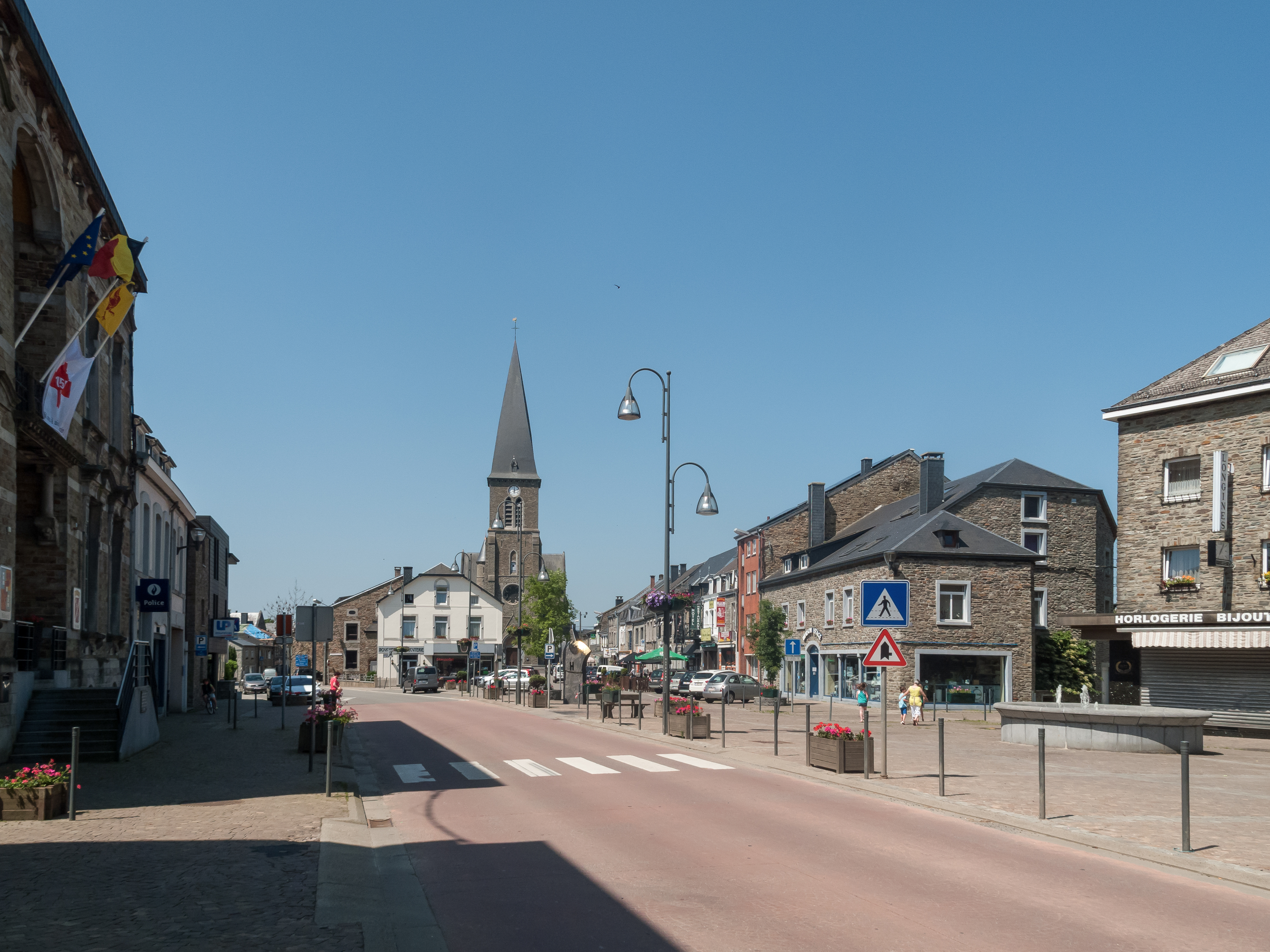
Paliseul, la iglesia: l'église Saint Eutrope
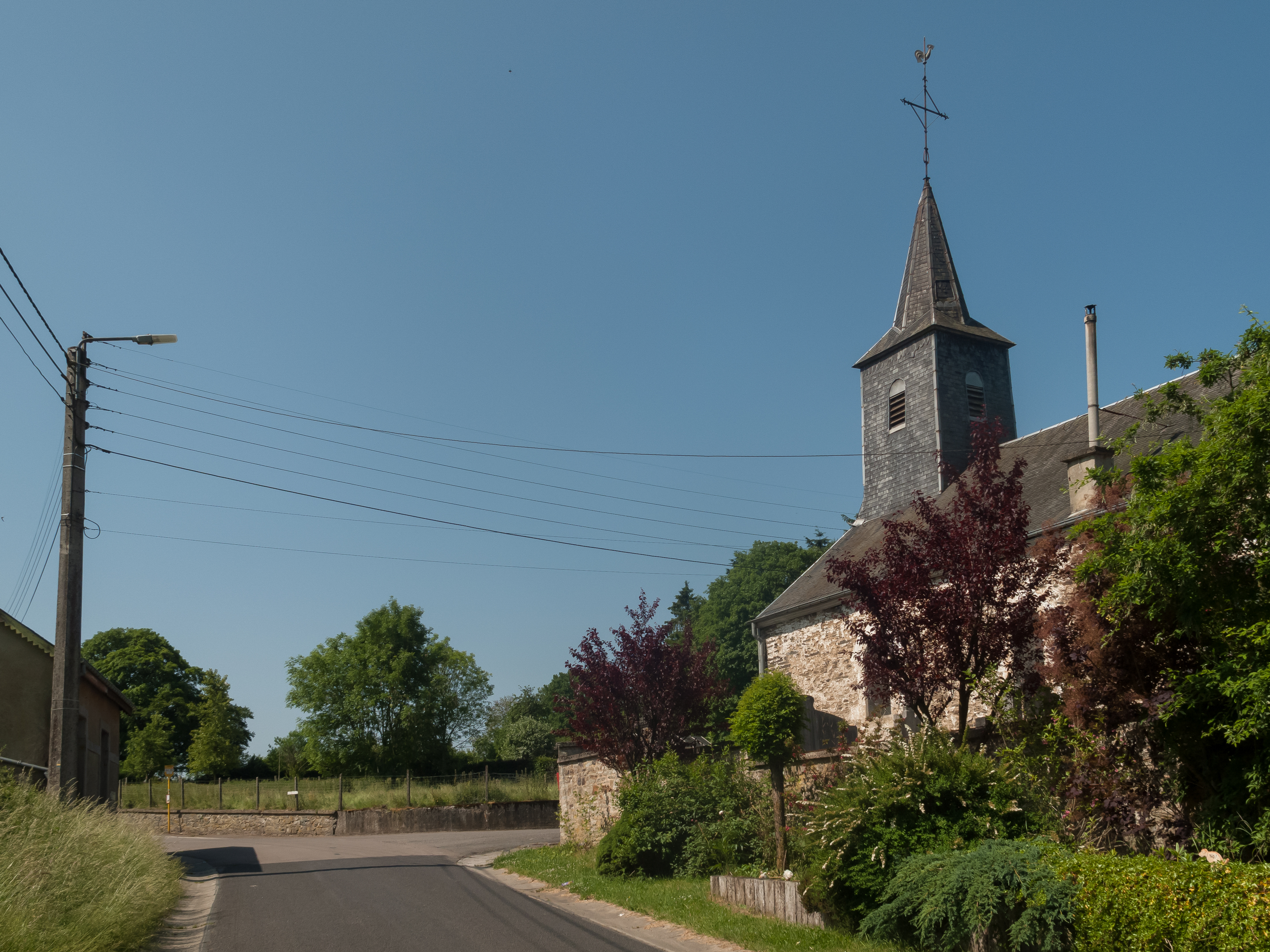
Plainevaux, la iglesia: l'église Saint Barbe
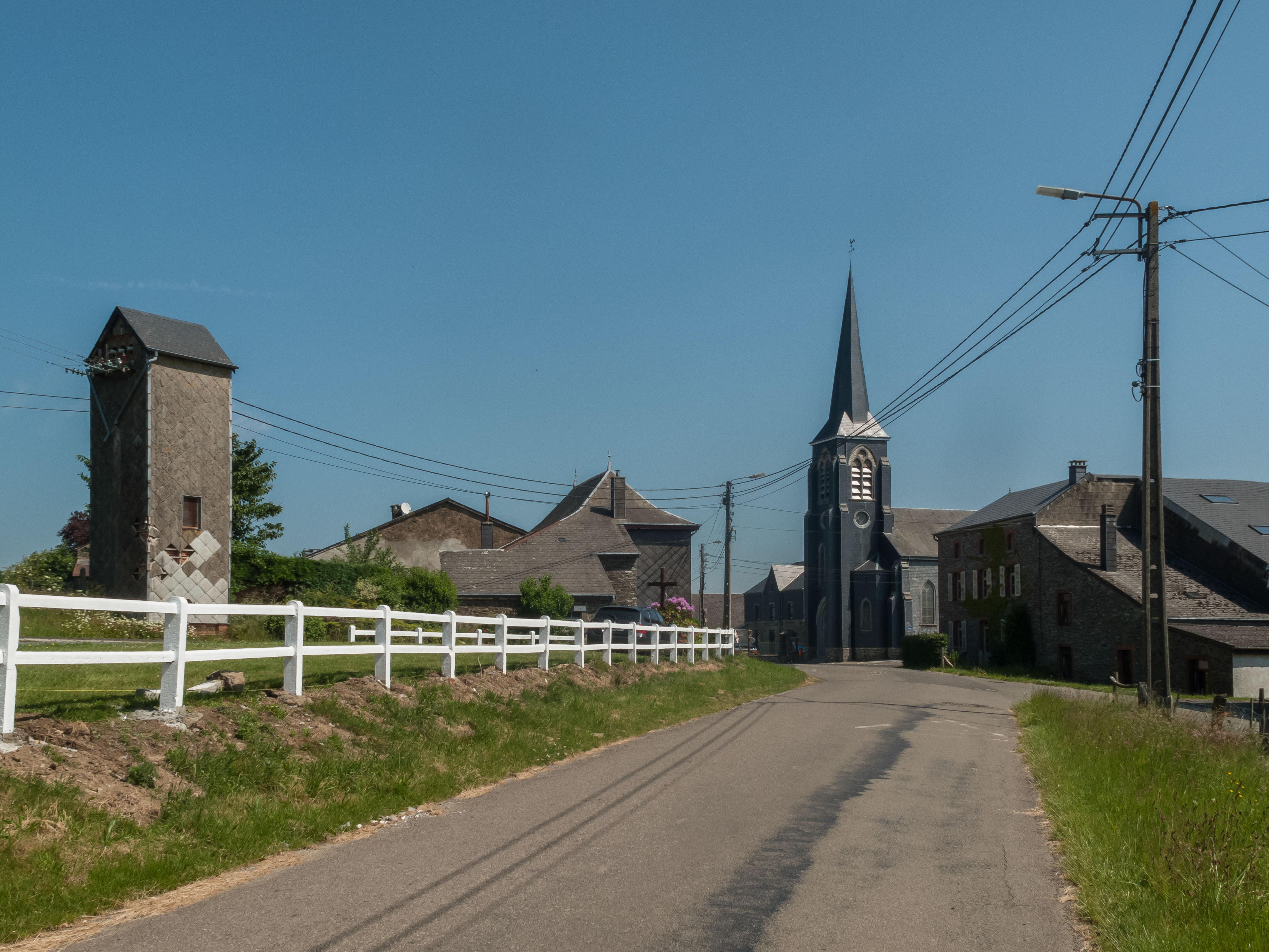
Nollevaux, la iglesia  l'église Saint-Urbain

## Demografía

### Evolución
Todos los datos históricos relativos al actual municipio, el siguiente gráfico refleja su evolución demográfica, incluyendo municipios después de efectuada la fusión el 1 de enero de 1977.
| Gráfica de evolución demográfica de Paliseul entre 1846 y 2020 |
|                                                                |

## Ciudades hermanas
- Sauvian (Francia) desde 1992